# Cryptoblepharus schlegelianus
Cryptoblepharus schlegelianus es una especie de escincomorfos de la familia Scincidae.

## Distribución geográfica
Es endémica de las islas de Timor, Semau y Jaco (Indonesia y Timor Oriental).